# Правило Негеле
Правило Негеле (формула Негеле) — метод прогнозування дати майбутніх пологів, згідно з яким від першого дня останньої менструації відраховують 3 місяці назад і додають 7 днів.
Названий на честь німецького акушера Франца Негеле, він досі використовується як один із методів розрахунку так званого гестаційного (акушерського) строку (gestational age). Цей відлік ґрунтується на тому, що овуляція, в найближчі дні навколо якої можливе запліднення, відбувається приблизно на два тижні пізніше від першого дня останньої менструації.
Цей метод, однак, є приблизним, менш точним за відрахунок терміну вагітности безпосередньо від дня запліднення. У роботах з ембріології людини термін розвитку ембріона завжди відраховується від дня запліднення (строк запліднення, fertilization age). Найбільш поширені у світі таблиці Стрітера (таблиці нормального розвитку людини, іменовані також таблицями Карнегі) виділяють 56 стадій розвитку, датованих від дня запліднення.